# Belmont Township (Iowa)
Pour les articles homonymes, voir Belmont Township.
Belmont Township est un township du comté de Warren en Iowa, aux États-Unis,.
Il est nommé en référence au comté de Belmont dans l'Ohio d'où sont originaires de nombreux colons,.

## Source de la traduction
- (en) Cet article est partiellement ou en totalité issu de l’article de Wikipédia en anglais intitulé « Belmont Township, Warren County, Iowa » (voir la liste des auteurs).